# Distrito de Hoima
Hoima es un distrito localizado en Uganda occidental. Como otros distritos de Uganda, se nombra de igual forma que su ciudad capital, la ciudad de Hoima, ubiacada al centro distrito.
Su superficie total es de 5.775 km², mientras que su población es de 572 986 personas. Su densidad de población es de sesenta habitantes por cada kilómetro cuadrado.
Hoima era parte del reino de Bunyoro, junto con el distrito de Kibaale y el distrito de Masindi.